# گوردون (ایلینوی)
گوردون (به انگلیسی: Gordon) یک منطقهٔ مسکونی در ایالات متحده آمریکا است که در شهرستان کرافورد، ایلینوی واقع شده‌است. گوردون ۱۴۸٫۱۳ متر بالاتر از سطح دریا واقع شده‌است.